# Lâu đài Korzkiew
Lâu đài Korzkiew - một lâu đài La Mã thế kỷ thứ mười bốn có vị trí ở Korzkiew, Voivodeship Ba Lan ở Ba Lan. Lâu đài là một phần của tuyến du lịch Trail of the Eagles 'Nests. Quần thể lâu đài bao gồm các tàn tích lâu đài, nhà ở, một công viên và công viên, tranh thủ đăng ký các đối tượng di sản văn hóa của Voivodeship Lesser Ba Lan.
Lịch sử của lâu đài bắt đầu từ thế kỷ thứ mười bốn, khi vào năm 1352, Jan z Syrokomli đã mua cả ngọn đồi Korzkiew và xây dựng một tòa tháp hình chữ nhật, bằng đá, thực hiện các chức năng phòng thủ và cư trú. Đến cuối thế kỷ XV, cũng như vào năm 1720 (khi chủ sở hữu là Jordanowie), tòa nhà đã được xây dựng lại. Sau đó, lâu đài thuộc sở hữu của Wesslowie và Wodziccy. Đến cuối thế kỷ XIX, tòa nhà rơi vào tình trạng hoang tàn.
Từ năm 1997, lâu đài đã thuộc sở hữu của kiến trúc sư Jerzy Donimirski, người đã tiến hành cải tạo và tái thiết các lâu đài, hiện nơi đây đang phục vụ như một khách sạn. Chủ sở hữu tương tự có kế hoạch cải tạo ngôi nhà trang viên gần đó, ao và xây dựng một bảo tàng nhỏ và một bảo tàng ngoài trời.